# Warner Hahn
Warner Lloyd Hahn, född 15 juni 1992 i Rotterdam, Nederländerna, är en nederländsk-surinamesisk fotbollsmålvakt som spelar för Hammarby IF i Allsvenskan.

## Klubbkarriär
Den 12 juni 2017 värvades Hahn av Heerenveen, där han skrev på ett treårskontrakt. I juni 2020 lämnade Hahn klubben i samband med att hans kontrakt gick ut. Den 30 december 2020 skrev han på ett halvårskontrakt med belgiska Anderlecht.
Den 4 augusti 2021 värvades Hahn av Go Ahead Eagles, där han skrev på ett ettårskontrakt.
Den 9 februari 2022 presenterades Hahn som ny målvakt i IFK Göteborg. Efter säsongen 2022 lämnade han klubben.
I januari 2023 värvades Hahn av japanska Kyoto Sanga, där han skrev på ett tvåårskontrakt.
I juli 2024 värvades Hahn till Hammarby IF i Allsvenskan, där han skrev på ett 3,5-årskontrakt.

## Landslagskarriär
Hahn debuterade för Surinams landslag den 24 mars 2021 i en 3–0-vinst över Caymanöarna.